# Peter von Sporschill

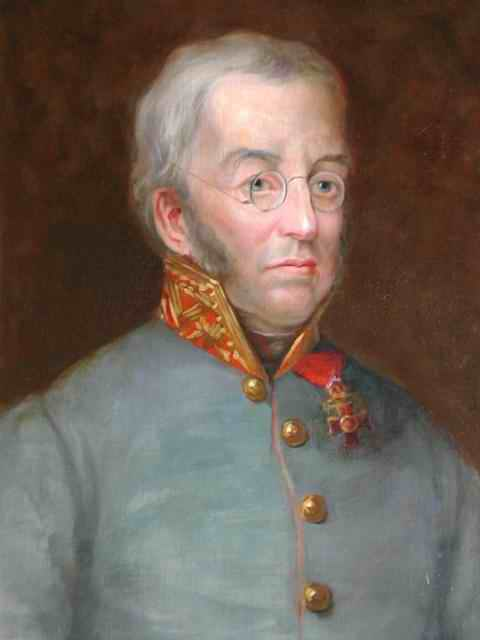
Peter von Sporschill (unbekannter Künstler)

Petrus Paulus von Sporschill (auch Petr ze Sporschilů, Peter Sporschil, Peter von Sporzil, geboren am 29. Juni 1770 in Dobromilice, gestorben am 31. Juli 1838) war ein Verwaltungsbeamter und Politiker. Vom 26. August 1826 bis zu seinem Tod war er Bürgermeister von Prag.

## Leben
Peter von Sporschills Vater Valentin Zborzil (geb. in Doloplazy) war Hausdiener in Dobromilitz bei der Familie Korensky von Teresow. Er heiratete 1768 Theresia Koneczni (geb. um 1745, gestorben Januar 1772). Gemeinsam hatten sie drei Kinder, Johann, der spätere Vater des Schriftstellers Johann Sporschil (geb. 1. Januar 1769), als zweitgeborenen Petrus Paulus und Veronica (5. Januar 1772 – 21. Januar 1772). Nach dem Tod seiner Frau und seines dritten Kindes dürfte Valentin seine beiden Söhne alleine aufgezogen haben, jedenfalls ist keine Hochzeit mehr belegt. 
Beide Söhne konnten in Olmütz studieren. Danach durchläuft Sporschill verschiedene Stationen einer Beamtenlaufbahn: Ab 1792 war er Justiziar auf verschiedenen Herrschaften im österreichischen Teil von Schlesien, vor allem im Gebiet von Mährisch-Ostrau (Schönhof, Freystadt, gräflich Larisch’sche Herrschaften). Am 27. August 1794 heiratete er Antonia Carolina Langforth (geb. 28. Dezember 1772 in Sohrau), mit der er vier Kinder bekam. 1796 wurde er Syndikus am Kreiskriminalgericht in Cieszyn (Teschener Schlesien). Hier verantwortete er die Regulierung der Stadtbücher und die Wiederherstellung des durch Feuer in Mitleidenschaft gezogenen Stadtarchivs. Er verfasste auch eine Stadtchronik. 1803 wurde er zum Syndikus und Magistrat der Stadt Troppau, wo er 1815 zum mährisch-schlesischen Landrat ernannt wurde. Als Leistungen dieser Zeit gelten Ermittlungen gegen zwei Räuberbanden, die Führung einer kaiserlich-russischen Truppenabteilung und der Kampf gegen die in Folge der Inflation aufgetretenen epidemischen Krankheiten sowie die Gründung eines Unterstützungsfonds für die Familien der Troppauer Landwehre. Die Beförderung zum Appellationsrat in Böhmen erfolgte 1823. Im selben Jahr wurde ihm der Auftrag gegeben, eine Revision des Prager Magistrats vorzunehmen. Zwei Jahre später wurde er zum Stellvertreter des Bürgermeisters von Prag ernannt. Ab dem 26. August 1826 war er per Hofdekret Bürgermeister von Prag, zugleich damit auch Ehrenbürger. 1827 beteiligte er sich am Konsortium zum Bau einer Kettenbrücke über die Moldau.
Als Auszeichnungen wurden ihm 1833 das Ritterkreuz des österreichisch-kaiserlichen Leopoldordens verliehen, womit die Erhebung in den Ritterstand („Beamtenadel“) erfolgte. Bis dahin schrieb er sich meist Peter Sporschil (mit einem „l“). Nach der Nobilitierung germanisierte er seinen Namen zu „Peter Ritter von Sporschill“ (mit zwei „l“). Als Leistungen gelten die Einführung einer geregelten und sachgemässen Geschäftsgebahrung des Magistrats und die Förderung wohltätiger Einrichtungen auch mit Hilfe der öffentlichen Hand. 1832 kam es zur Errichtung einer Anstalt für verwahrloste Kinder. Auch in Prag bewies er sich bei der Bewältigung der im Jahr 1831 ausgebrochenen Cholera (Brechruhr).
Am 1. Dezember 1831 starb seine Frau. Er selbst starb im Sommer 1838 in Prag Nr. I-404 (Pfarre Altstadt St. Havel) an Lungenlähmung im Alter von 69 Jahren. Am 2. August 1838 fand das Leichenbegängnis statt, die beiden darauffolgenden Tage wurden die Begräbnisfeiern veranstaltet. Nachfolger als Bürgermeister wurde Josef Müller. Seine Familie dürfte nach seinem Tod, ob seiner Wohltätigkeit, ohne größere Ersparnisse geblieben sein.